# Polona Tratnik
Polona Tratnik, slovenska humanistka, raziskovalka, visokošolska učiteljica in kulturnica, * 1976, Slovenj Gradec.
Deluje kot znanstvena svetnica na Inštitutu IRRIS za raziskave, razvoj in strategije družbe, kulture in okolja ter predstojnica raziskovalne skupine Centra za digitalno humanistiko inštituta IRRIS. Prav tako je redna profesorica na Oddelku za sociologijo Filozofske fakultete Univerze v Ljubljani.

## Življenje in delo
Polona Tratnik je rojena leta 1976 v Slovenj Gradcu. Maturirala je leta 1995 na Gimnaziji Bežigrad. Na Univerzi v Ljubljani, Akademiji za likovno umetnost in oblikovanje je diplomirala iz slikarstva leta 1999 in magistrirala iz kiparstva leta 2001. Na Univerzi na Primorskem, Fakulteti za humanistične študije je doktorirala iz filozofije in teorije vizualne kulture leta 2007.
Bila je znanstvena sodelavka na Znanstveno-raziskovalnem središču in docentka za filozofijo kulture na Fakulteti za humanistične študije Univerze na Primorskem od leta 2008. V letih 2006–08 je bila asistentka na isti fakulteti, 2008–11 je vodila podoktorski projekt (financer ARRS), 2002–06 je bila samostojna delavka v kulturi.
V letu 2012 je bila Fulbrightova raziskovalka na University of California Santa Cruz.
Od leta 2011 je predsednica Slovenskega društva za estetiko. Od leta 2000 je članica izvršnega odbora tega društva, med 2005–11 je bila sekretarka. Je članica svetovalnega odbora Society for Phenomenology and Media (2011–), sekretarka Društva inovatorjev Ljubljana (2006–), članica Mednarodne zveze za estetiko (2006–). Bila je članica prek 17 programskih in organizacijskih odborov mednarodnih simpozijev, med drugim Mediteranskega kongresa za estetiko (2006). V letu 2012 je članica programskih odborov konferenc Surplus Art: Art – Science – Philosophy, Ljubljana (predsednica) in Philosophy of Media: Art and Media, Opatija.
Je ustanoviteljica in direktorica Horizontov, zavoda za umetnost, kulturo, znanost in izobraževanje (2005–). Bila je umetniška direktorica večmedijskega festivala Break 2.3 New Species (2005). Je sokustosinja projekta Kiparstvo danes. Je članica medpredmetne skupine za kulturno-umetnostno vzgojo za področje intermedijske umetnosti na Zavodu RS za šolstvo (2009–). Bila je žirantka za kritično pisanje pri festivalu Memefest (2010).
Je pionirka biotehnološke umetnosti.

## Visokošolsko poučevanje in gostovanja na tujih univerzah
Na univerzi v Ljubljani Filozofska fakulteta predava na Oddelku za Sociologijo pri predmetih: Kulturna analiza in reprezentacija ter Sociologija medijev in komuniciranja. Na Akademiji za likovno umetnost in oblikovanje je predavala pri predmetih: Kiparstvo in sodobne umetniške prakse I, II, Teorija medijev MA, Družbena teorija sodobne umetnosti in Teorija novih medijev I-IV. Prav tako je poučevala predmete na drugi in tretji stopnji na Fakulteti za slovenske in mednarodne študije na Novi univerzi: Teorija in metodologija znanstvenega raziskovanja v humanistiki, Kultura v dobi poznega kapitalizma, Kultura na Slovenskem in Miti in popularna kultura.
Na Fakulteti za humanistične študije Univerze na Primorskem je predavala na Oddelku za kulturne študije pri predmetih: Uvod v kulturne študije, Izbrane teme iz kulture na Slovenskem, Medijska kultura, Filmski študiji  in je bila nosilka predmetov na doktorskem programu Filozofija in teorija vizualne kulture: Sodobne eksperimentalne umetnosti, film in fotografija v globalnih pogojih in Sodobna vizualna umetnost in kultura Evrope 2009.
Kot gostujoča profesorica je delovala na University of California Santa Cruz, Normal University Beijing, University of Art and Design Helsinki Taik in Universidad Nacional Autónoma de México. Predavala je tudi na University for Science and Technology of China (Hefei), University of Greenwich (London), University of California Santa Barbara, Marquette University (Milwaukee), China Youth University for Political Sciences (Peking) idr.

## Uredniško delo
Je članica uredniškega odbora za zbirko Anagoga (Goga, 2009–), predsednica uredniškega odbora zbirke Transars (Horizonti, 2010–), članica uredniškega odbora revije Maska (2010–11), področna urednica (antropologija kulture, sodobna um.) pri reviji Monitor ZSA (Annales, UP ZRS, 2008–), ustanoviteljica in urednica revije Horizonti (za filozofijo umetnosti) (2004–), sourednica Likovnih besed (2003–04). Uredila je Surplus Art (2011), Art: Resistance, Subversion, Madness (2009) in souredila Prostori umetnosti (2002).

## Raziskovalni projekti
- 2024–2026: Vodja projekta "Research of Sociocultural Dynamics Through Computer Folkloristics" v sodelovanju z Univerzo v Berkeleyju, financirano s strani ARIS[8].
- 1.7.2022–30.6.2025: Vodja projekta: Politične funkcije ljudskih pravljic. Shema: ARRS komplementarna shema za prijave na razpise Evropskega raziskovalnega sveta (ERC) (N6-0268), matična ustanova Inštitut IRRIS[9].
- 2021: Vodja projekta "Pravica do dediščine kot spodbuda za trajnostni razvoj", Ministrstvo za kulturo RS.
- 7. 2019–30. 6. 2022: Vodja projekta "Družbene funkcije pravljic", shema: ARRS projektni razpis (ARRS J6-1807)[10], matična ustanova: Alma Mater Europaea – Institutum Studiorum Humanitatis. Sodelujoča ustanova: Inštitut IRRIS za raziskave, razvoj in strategije družbe.
- 1. 2016–10. 11. 2019: Vodja nacionalnega raziskovalnega programa "Raziskave kulturnih formacij", shema: programski Razpis ARRS (ARRS P6-0278)[11], matična ustanova: Alma Mater Europaea – Institutum Studiorum Humanitatis.
- 1. 2018–31. 12. 2019: Vodja projekta "bilateralni projekt Research of Cultural Formation – Photography", z Binghamton University, USA (John Tagg, stran ZDA). Alma Mater Europaea – Institutum Studiorum Humanitatis, shema: ARRS bilaterala.
- 2010–13: Vodja projeka "Bios In Vitro", meddisciplinarni projekt, Ministrstvo za kulturo RS, ustanova: Horizonti v sodelovanju z Zavodom za transfuzijsko medicine RS.
- 2008–11: individualni raziskovalni projekt "Kritične, odporniške in aktivistične strategije v sodobni umetnosti in kulturi", podoktorski raziskovalni projekt, shema: projektni Razpis ARRS, ustanova: Znanstveno-raziskovalno središče Koper, Univerza na Primorskem.

## Izbrana bibliografija
Polona Tratnik je avtorica številnih znanstvenih monografij in člankov. Nekatere izmed njenih pomembnejših publikacij vključujejo:
- V deželi pravljic. K družbenim funkcijam pravljičnih narativov. Koper: Annales, 2024.
- Translation of Art as Capital: The Intersection of Science, Technology and the Arts to Chinese. Henan University Press, 2024.
- GONZÁLEZ VALERIO, María Antonia, TRATNIK, Polona. Through the Scope of Life. Art and (Bio)Technologies Philosophically Revisited. Cham: Springer, 2023.
- Živo onkraj telesa i umetnosti. Belgrade: Academy of Fine Arts, translation and adaptation of In vitro: živo onstran telesa in umetnosti, 2024.
- Art as Capital: The Intersection of Science, Technology and the Arts. Lanham [etc.]: Rowman & Littlefield. XII, Global aesthetic research, 2021.
- Umetnost u savremenosti. Belgrade: Orion, translation of Umetnost kot intervencija, 2018.
- Conquest of Body. Biopower with Biotechnology. Dordrecht: Springer SBM NL, 2017.
- Umetnost kot intervencija. Ljubljana: Sophia, 2017.
- Vstop v intermedijsko umetnost. Ljubljana: Inštitut Nove Revije, 2016.
- Hacer la presencia. Fotografía, arte y (bio)tecnología. Mexico City: Herder, 2013.
- In vitro: živo onstran telesa in umetnosti. Ljubljana: Horizonti, 2010.
- Transumetnost: kultura in umetnost v sodobnih globalnih pogojih. Ljubljana: Institute for Education, 2010.
- Konec umetnosti – genealogija modernega diskurza: od Hegla k Dantu. Koper: University of Primorska, ZRS, Annales, 2008.

## Razstave
- Vračanje pogleda. Cukrarna, Ljubljana. Skupinska večmedijska razstava (2022),
- Živi objekt. Mestna galerija Ljubljana. Skupinska biotehnološka umetniška razstava (2020),
- Multituda. Kemijski inštitut, Ljubljana. Samostojna večmedijska razstava (2020),
- Odpiranje. Galerija Nove univerze. Samostojna slikarska razstava (2020),
- Krize in novi začetki: umetnost v Sloveniji 2005–2015: razstava v Muzeju sodobne umetnosti, Metelkova, Ljubljana = Crises and New Beginnings: Art in Slovenia 2005–2015: exhibition at the Museum of Contemporary Art, Metelkova, Ljubljana (2015–16),
- The Pleasure is Mine. Kurator: Vladimir Vidmar, Galerija Škuc, Ljubljana. Projekt Monologues (2013),
- ASYMMETRIC EUROPE, Muzej savremene umetnosti Vojvodine, Novi Sad, 16. 11.–2. 12. 2012. Project Hair.
- ARSCOPE, 19.-20. 12. 2012, KHM, Köln (2012),
- Soft Control, European Capital of Culture, Maribor (2012),
- Managing Life, Beograd (2012),
- Sin origen / Sin semilla, Mexico City (2012),
- Asymetric Europe, Novi Sad (2012),
- Szenarien Über Europa, Leipzig (2011),
- BIO+FICTION, Dunaj (2011),
- SEAFair, Skopje (2010),
- Ars Electronica, Linz (2008),
- Accidentes Controlades, Mexico City (2008),
- Vit<a>rti (2007),
- BIOS 4, Sevilija (2007),
- Biennial for Electronic Arts Perth,
- Bio Difference (2004),
- L'Art Biotech, Nantes (2003) idr.

## Nagrade in priznanja
Fulbright Visiting Scholar Award (2011), trikratna nominacija za nagrado Prešernovega sklada RS (2009, 2010, 2011), Bartolova nagrada, za raziskovalno delo (2008), delovna štipendija za ustvarjalce Ministrstva za kulturo RS (2008), Preglej, nagrada za dramsko besedilo Čakalnica (2007), Zlata ptica 2005, nagrada Liberalne Akademije za dosežke na področju vizualne kulture (2006), Spletno pero, nagrada za kratko prozo (2005), Rotary Club, nagradna štipendija za kiparstvo (2001), Študentska Prešernova nagrada, za slikarstvo (2000), Srebrna Vegova nagrada, za matematiko (1990). V času podiplomskega študija je bila štipendistka Ministrstva za kulturo RS (2004–06, 2000–01).